# Сенамуанг, Киатисак
Киатисак Сенамуанг (тайск. เกียรติศักดิ์ เสนาเมือง; 11 августа 1973, Кхонкэн, Таиланд) — тайский футболист и футбольный тренер. Рекордсмен по количеству матчей и голов за сборную Таиланда. До апреля 2017 — главный тренер сборной Таиланда.

## Карьера

### Клубная
В начале своей карьеры совмещал игру в футбол со службой в полиции. В 1989 году 16-летний нападающий оказался в составе столичного клуба «Крунг Тай Банк», завоевавшего в том сезоне Королевский кубок. Сенамуанг стал лидером своей команды, за 6 лет забив за неё более сотни мячей в различных турнирах. Однако о победе в чемпионате оставалось только мечтать: в те годы в Таиланде безоговорочно первенствовал «Тай Фермерз Банк» — двукратный обладатель азиатского Кубка чемпионов.
В 1995 году Сенамуанг покинул свой первый клуб. Началась череда скитаний по различным командам и странам. Сезон 1995/96 он провёл в «Раджпраче». На следующий год перебрался в «Роял Тай Полис». Ещё через год оказался в не самом сильном малайзийском клубе «Перлис».
Завидная результативность и в клубах, и в сборной позволили попробовать свои силы в Европе. В 1999 году Сенамуанг был приглашён в клуб английского Первого дивизиона «Хаддерсфилд Таун». Однако сыграть в Англии в официальном матче ему так и не довелось, выходил на поле за резервную команду. В 2000 году Сенамуанг вернулся в «Раджпраху». Отыграв сезон в Таиланде, он вновь отправился за границу. В составе САФФК (команды Вооружённых сил) в 2001 году он стал вице-чемпионом Сингапура.
В марте 2002 года Сенамуанг оказался во Вьетнаме. Здесь в составе клуба «Хоангань Зялай» он провёл пять сезонов, два из которых стали чемпионскими. В 2006 году завершил клубную карьеру.

### В сборной
Дебютировал в сборной Таиланда 8 апреля 1993 года в выездном матче отборочного турнира ЧМ-1994 с Японией (0:1). А уже через 3 дня забил свой первый гол за сборную в матче со Шри-Ланкой (1:0).
Трижды в составе сборной становился победителем чемпионатов АСЕАН (1996, 2000, 2002), причём в 2000 году был признан лучшим игроком турнира. Принимал участие в финальных турнирах Кубков Азии 1996 и 2007.
Всего за 15 лет в сборной сыграл в 134 официальных матчах и забил 71 гол; и то, и другое — лучший результат в истории таиландского футбола.

### Тренерская
В 2006 году стал играющим тренером «Хоангань Зялай». В дальнейшем тренировал таиландские клубы «Чула Юнайтед» и «Чонбури».
Окончил университеты Дхуракидж Пундит и Чандракасем Раджабхат, учился в коммерческой школе Бангкока и школе Нампонг Сукса.

## Достижения
- Чемпион АСЕАН: 1996, 2000, 2002 — игрок, 2014, 2016 — тренер
- Чемпион Игр Юго-Восточной Азии: 1993, 1995, 1997, 1999 — игрок, 2013 — тренер
- Чемпион Вьетнама: 2003, 2004
- Обладатель Кубка короля Таиланда: 1994, 2000, 2006 — игрок, 2016 — тренер
- Обладатель Кубка независимости Индонезии: 1994